# Madagaskarfischer
Der Madagaskarfischer (Corythornis madagascariensis) ist eine Vogelart aus der Familie der Eisvögel (Alcedinidae). Er wird auch manchmal als Madagaskarzwergfischer bezeichnet, wobei sich dieser Trivialname eher für den Schwarzschnabel-Zwergfischer (Corythornis vintsioides) durchgesetzt hat. Es werden zwei Unterarten unterschieden, die Nominatform C. m. madagascariensis (Linnaeus, 1766), die, ausgenommen vom Südwesten, in ganz Madagaskar vorkommt und die Unterart C. m. dilutus (Benson, 1974), von der nur ein einziges Exemplar aus der Region von Sakaraha im Südwesten Madagaskars bekannt ist.

## Merkmale
Der Madagaskarfischer wird ungefähr 13 cm groß. Männchen erreichen ein Gewicht von 17 bis 21 g, Weibchen ein Gewicht von 17 bis 22 g. Beide Geschlechter der Nominatform sind an der Oberseite leuchtend rötlich braun. Unterrücken, Oberschwanzdecken und der Hinterkopf sind violett verwaschen. Am Nacken befindet sich ein weißer Flecken. Die Handschwingen sind schwarz. Die Unterseite ist weiß. Die Flanken sind rötlich braun. Die Iris ist dunkelbraun. Schnabel, Beine und Füße sind orangerot. Die juvenilen Vögel sind stumpfer gefärbt. Bei ihnen ist die violette Verwaschung reduziert. Der Schnabel ist schwarz mit einer hellen Spitze. Die Unterart dilutus ist heller. Bei ihr fehlt die violette Verwaschung.

## Lautäußerungen
Der schrille Ruf besteht aus „treet-treet“-Quietschtönen. Wenn der Madagaskarfischer aufgeschreckt wird, ertönt ein hohes, harsches „chweip“ oder „treeeee“ beim Wegfliegen.

## Lebensraum
Der Lebensraum umfasst trockenes Buschland, Savannenwald sowie die Ränder und das Innere von feuchten, immergrünen Wäldern von der Küste bis in Höhenlagen von ungefähr 1500 m. Der Madagaskarfischer ist nicht auf Gewässer angewiesen.

## Nahrungsverhalten
Die Nahrung besteht hauptsächlich aus Fröschen. Weiter umfasst sie Heuschrecken (Orthoptera), Käfer (Coleoptera), Ohrwürmer (Dermaptera), Ameisen (Formicidae), Insektenlarven, Spinnen, Flohkrebse, Blattschwanzgeckos (Uroplatus) und kleine Chamäleons (Chamaeleonidae). Bei der Nahrungssuche sitzt der Madagaskarfischer auf einem niedrigen Zweig im Unterholz. Ist die Beute erspäht, fliegt er hinab, schnappt sie vom Boden und fliegt zurück auf seine Sitzwarte. Die Beute wird zunächst durch Schläge auf einen Zweig getötet, bevor sie verschluckt wird.

## Fortpflanzungsverhalten

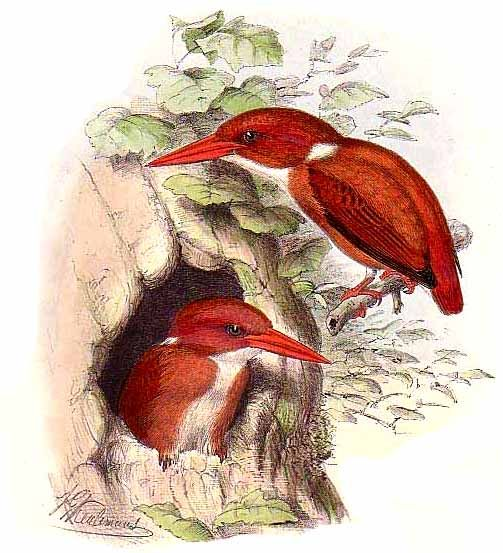
Pärchen Madagaskarfischer am Nisttunnel (Illustration von J. G. Keulemans)

Die Eiablage ist zwischen Oktober und Januar mit einem Höhepunkt zwischen November und Dezember. Der Nisttunnel ist 30 bis 35 cm lang und hat einen Durchmesser von 5 cm. Er wird in einer Erdbank errichtet, häufig am Rande eines Waldpfades. Das Gelege besteht aus vier Eiern. Beide Geschlechter brüten. Über Brutdauer und Nestlingsdauer liegen keine Informationen vor.

## Status
Die Nominatform des Madagaskarfischers wird von BirdLife International als „nicht gefährdet“ (least concern) eingestuft. Sie ist ziemlich häufig und weitverbreitet. Die Unterart aus Sakahara im trockenen Südwesten Madagaskars ist hingegen vom Aussterben bedroht oder bereits ausgestorben. Sie ist nur vom Holotypus aus dem Jahr 1974 bekannt und seitdem nicht mehr wiederentdeckt worden. Die terra typica ist vollständig zerstört.

## Systematik
Der Madagaskarfischer wurde ursprünglich als Ispidina madagascariensis beschrieben. 1951 wurde er von Jean Théodore Delacour in die Gattung Ceyx gestellt. Zwei in den Jahren 2005 und 2007 veröffentlichte Studien legten jedoch nahe, dass er in die Gattung Corythornis gehört.